# Bengt Ljungquist
Bengt Helge Ljungquist (ur. 20 września 1912 w Umeå, zm. 15 lipca 1979 w Förslöv) – szwedzki szermierz i jeździec, dwukrotny medalista olimpijski i wielokrotny medalista mistrzostw świata w szermierce.
Na igrzyskach olimpijskich w Berlinie w 1936 roku w turnieju floretu indywidualnego odpadł w ćwierćfinałach. Startował tam również w szabli, indywidualnie odpadając w pierwszej rundzie, a drużynowo w ćwierćfinałach. Po II wojnie światowej wystąpił na igrzyskach olimpijskich w Londynie w 1948 roku, gdzie wspólnie ze Svenem Thofeltem, Frankiem Cervellem, Perem Carlesonem, Carlem Forssellem i Arne Tollbomem wywalczył brązowy medal w turnieju drużynowym. W zawodach indywidualnych odpadł w półfinałach. Na rozgrywanych cztery lata później igrzyskach olimpijskich w Helsinkach Szwedzi w składzie: Per Carleson, Carl Forssell, Bengt Ljungquist, Berndt-Otto Rehbinder, Sven Fahlman i Lennart Magnusson zajęli drugie miejsce w szpadzie drużynowej. Brał też udział w igrzyskach olimpijskich w Melbourne w 1956 roku, gdzie drużynowo odpadł w pierwszej rundzie.
Podczas mistrzostw świata w Paryżu w 1937 roku wspólnie z Frankiem Cervellem, Hansem Drakenbergiem, Gustafem Dyrssenem, Hansem Granfeltem i Svenem Thofeltem zdobył brązowy medal w zawodach drużynowych. W tej samej konkurencji Szwedzi z Ljungquistem w składzie zdobywali też srebrne medale na mistrzostwach świata w Pieszczanach (1938) i mistrzostwach świata w Lizbonie (1947) oraz brązowe na mistrzostwach świata w Sztokholmie (1951) i mistrzostwach świata w Luksemburgu (1954). Wywalczył również srebrny medal indywidualnie na MŚ 1947, plasując się za Francuzem Édouardem Artigas.
Ponadto wystąpił na igrzyskach olimpijskich w Tokio (1964) jako jeździec w konkurencji ujeżdżenia indywidualnego i drużynowego w wieku 52 lat. Zajął odpowiednio 22. i 5. miejsce.
W 1970 roku osiedlił się wraz z żoną w Potomac w Stanach Zjednoczonych, gdzie pracował jako trener jeździectwa. Prowadził między innymi reprezentację USA na igrzyskach olimpijskich w Montrealu (1976).